# 来遠州
来远州，金朝时设置的州。在今辽宁省丹东市九连城东鸭绿江中的黔定岛上。
金朝政府承认鸭绿江东岸的保州、宣州为高丽所有，但是依然确保来远属于中国。于大定二十二年（1182年）设来远军。后来改为来远州，元朝初年废除。